# Звёздный свет

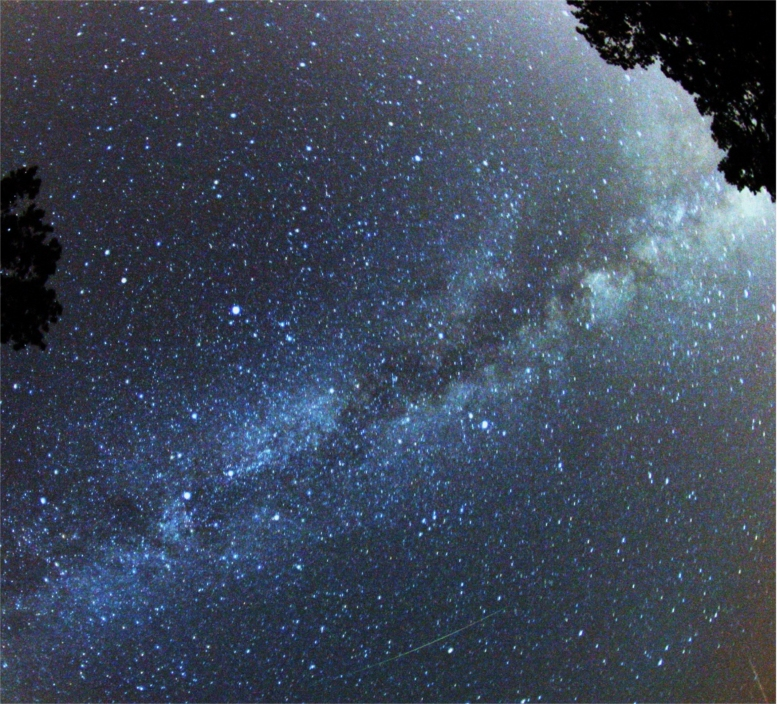
Звёздное небо, пересечённое Млечным Путём и метеором.

Звёздный свет или Свет звёзд (англ. Starlight) — это видимое излучение, испускаемое звёздами. Обычно оно относится к видимому электромагнитному излучению звёзд, отличных от Солнца, наблюдаемому с Земли ночью, хотя компонент звёздного света наблюдается с Земли и в дневное время.
Солнечный свет — это термин, используемый для обозначения звёздного света Солнца, наблюдаемого в дневное время. В ночное время альбедо описывает солнечные отражения от других объектов Солнечной системы, включая лунный свет, свет планет и зодиакальный свет.

## Наблюдение
Наблюдение и измерение звёздного света с помощью телескопов является основой для многих областей астрономии, включая фотометрию и звёздную спектроскопию. У Гиппарха не было телескопа или какого-либо прибора, который мог бы точно измерить видимую яркость, поэтому он просто делал оценку на глаз. Он разделил звезды на шесть категорий яркости, которые назвал магнитудами. Самые яркие звезды в своём каталоге он назвал звёздами первой величины, а те, которые были настолько тусклыми, что он едва мог их разглядеть — звёздами шестой величины.
Звёздный свет также является заметной частью личного опыта и человеческой культуры, влияя на разнообразные виды деятельности, включая поэзию, астрономию, и военную стратегию: звёздные датчики, обычно ориентированные помимо Солнца на Канопус, применяются для ориентирования во многих спутниковых и ракетных системах, включая военные.
Армия США потратила миллионы долларов в 1950-х годах и далее на разработку оптического прицела, который мог усиливать свет звёзд, лунный свет, отфильтрованный облаками, и флуоресценцию гниющей растительности примерно в 50 000 раз, чтобы человек мог видеть ночью. В отличие от ранее разработанных активных инфракрасных систем, таких как снайперская, это было пассивное устройство и не требовало дополнительного излучения света, чтобы видеть ночью.
Средний цвет звёздного света в наблюдаемой Вселенной — это желтовато-белый оттенок, которому дали название «космический латте».
Спектроскопия звёздного света была впервые применена Йозефом Фраунгофером в 1814 году. Можно считать, что звёздный свет состоит из трёх основных типов спектров: непрерывного спектра, спектра излучения и спектра поглощения.
Освещённость звёздного света совпадает с минимальной освещённостью человеческого глаза (~0,1 млк), в то время как лунный свет совпадает с минимальной освещённостью человеческого глаза для цветового зрения (~50 млк). Суммарная яркость всех звёзд соответствует звёздной величине −5 и немного больше яркости Венеры .

## Старейший звёздный свет

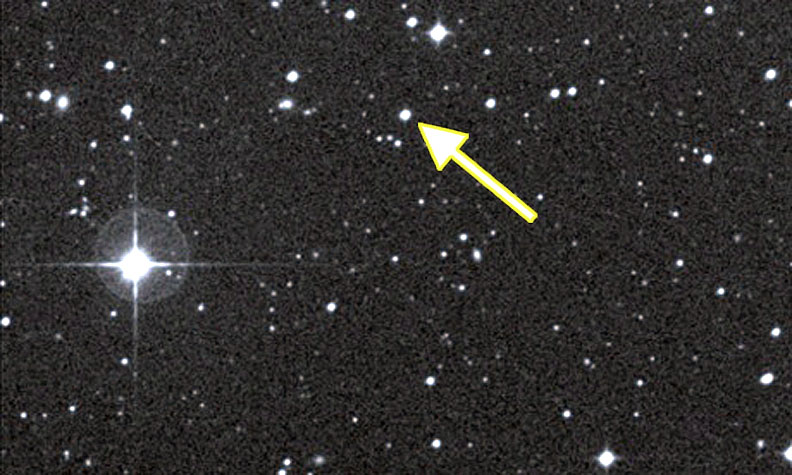
Самая старая из найденных звёзд (по состоянию на 10 февраля 2014 года) — звезда была обнаружена с помощью телескопа SkyMapper в обсерватории Сайдинг-Спринг в Австралии.

Одна из самых старых звёзд, обнаруженных на данный момент (в данном случае самая старая, но не самая далёкая) была идентифицирована в 2014 году: находясь на расстоянии «всего» 6 000 световых лет, звезда SMSS J031300.36-670839.3 была определена возрастом 13,8 миллиарда лет, что примерно соответствует возрасту самой Вселенной. Свет звезды, освещающий Землю, будет включать эту звезду.

## Фотография
Ночная фотография включает в себя съёмку объектов, освещённых преимущественно звёздным светом. Непосредственная съёмка ночного неба также является частью астрофотографии. Как и другие фотографии, она может использоваться для занятий наукой и/или отдыха. Объекты исследования включают ночных животных. Во многих случаях фотосъёмка звёздного света может также пересекаться с необходимостью понять влияние лунного света.

## Поляризация
Было замечено, что интенсивность звёздного света зависит от его поляризации.

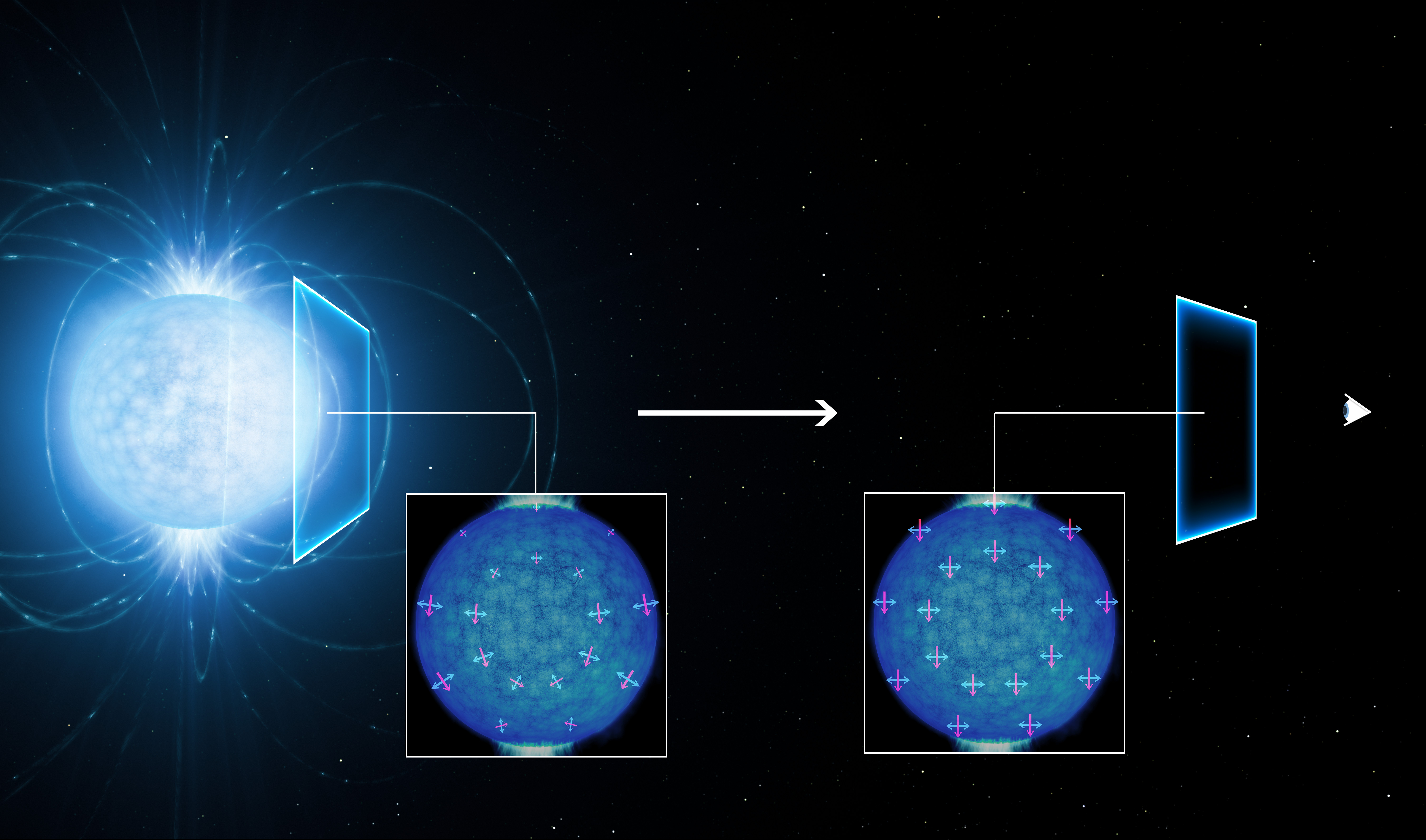
Поляризация света, испускаемого нейтронной звездой

Звёздный свет становится частично линейно поляризованным в результате рассеяния от вытянутых зёрен межзвёздной пыли, длинные оси которых направлены перпендикулярно галактическому магнитному полю. Согласно механизму Дэвиса-Гринштейна, зерна быстро вращаются с осью вращения вдоль магнитного поля. Свет, поляризованный вдоль направления магнитного поля, перпендикулярного линии визирования, пропускается, а свет, поляризованный в плоскости, определяемой вращающимся зерном, блокируется. Таким образом, направление поляризации может быть использовано для картирования галактического магнитного поля. Степень поляризации составляет порядка 1,5 % для звёзд на расстоянии 1 000 парсек.
Обычно в звёздном свете наблюдается гораздо меньшая доля круговой поляризации. Серковски, Мэтьюсон и Форд измерили поляризацию 180 звёзд в фильтрах UBVR. Они обнаружили максимальную дробную круговую поляризацию в размере {\displaystyle q=6\times 10^{-4}}, в фильтре R.
Объяснение заключается в том, что межзвёздная среда оптически тонкая. Звёздный свет, проходящий через килопарсековую колонну, подвергается экстинкции примерно на величину, так что оптическая глубина ~ 1. Оптическая глубина 1 соответствует среднему свободному пути, то есть расстоянию, которое в среднем проходит фотон, прежде чем рассеяться от пылевого зерна. Таким образом, в среднем фотон звёздного света рассеивается от одного межзвёздного зерна; многократное рассеяние (которое приводит к круговой поляризации) гораздо менее вероятно. Наблюдательно, доля линейной поляризации p ~ 0,015 от однократного рассеяния; циркулярная поляризация от многократного рассеяния имеет вид {\displaystyle p^{2}}поэтому мы ожидаем, что циркулярно поляризованная доля {\displaystyle q\sim 2\times 10^{-4}}.
Свет от звёзд раннего типа имеет очень слабую внутреннюю поляризацию. Кемп и другие измерили оптическую поляризацию Солнца с чувствительностью {\displaystyle 3\times 10^{-7}}; они обнаружили верхние пределы {\displaystyle 10^{-6}} для обеих {\displaystyle p} (доля линейной поляризации) и {\displaystyle q} (доля круговой поляризации).
Межзвёздная среда может создавать циркулярно поляризованный (CP) свет из неполяризованного света путём последовательного рассеяния от вытянутых межзвёздных зёрен, выровненных в разных направлениях. Одна из возможностей — извилистое выравнивание зёрен вдоль линии визирования из-за изменения галактического магнитного поля; другая — линия визирования проходит через несколько облаков. Для этих механизмов максимальная ожидаемая доля CP составляет {\displaystyle q\sim p^{2}}, где {\displaystyle p} — доля линейно поляризованного (LP) света. Кемп и Вулстенкрофт обнаружили CP у шести звёзд раннего типа (без собственной поляризации), которые они смогли объяснить первым механизмом, упомянутым выше. Во всех случаях {\displaystyle q\sim 10^{-4}} в синем свете.
Мартин показал, что межзвёздная среда может преобразовывать свет LP в CP путём рассеяния от частично выровненных межзвёздных зёрен, имеющих сложный показатель преломления. Этот эффект наблюдался для света от Крабовидной туманности Мартином, Иллингом и Энджелом.
Оптически толстая околозвёздная среда потенциально может создавать гораздо большие CP, чем межзвёздная среда. Мартин предположил, что свет LP может стать CP вблизи звезды в результате многократного рассеяния в оптически толстом асимметричном околозвёздном пылевом облаке. На этот механизм ссылались Бастьен, Роберт и Надо для объяснения CP, измеренного у 6 звёзд Т-Таури на длине волны 768 нм. Они обнаружили, что максимальное значение CP {\displaystyle q\sim 7\times 10^{-4}}. Серковски измерил CP {\displaystyle q=7\times 10^{-3}} для красного сверхгиганта NML Cygni и {\displaystyle q=2\times 10^{-3}} в долгопериодической переменной М-звезде VY Canis Majoris в Н-диапазоне, приписывая CP многократному рассеянию в околозвёздных оболочках. Chrysostomou и др. обнаружили CP с {\displaystyle q} до 0,17 в звездообразующей области Ориона OMC-1 и объяснили это отражением звёздного света от выровненных зёрен продолговатой формы в пылевой туманности.
Круговая поляризация зодиакального света и диффузного галактического света Млечного Пути была измерена на длине волны 550 нм Вулстенкрофтом и Кемпом. Они обнаружили значения {\displaystyle q\sim 5\times 10^{-3}}, что выше, чем для обычных звёзд, предположительно из-за многократного рассеяния от зёрен пыли.

## Галерея

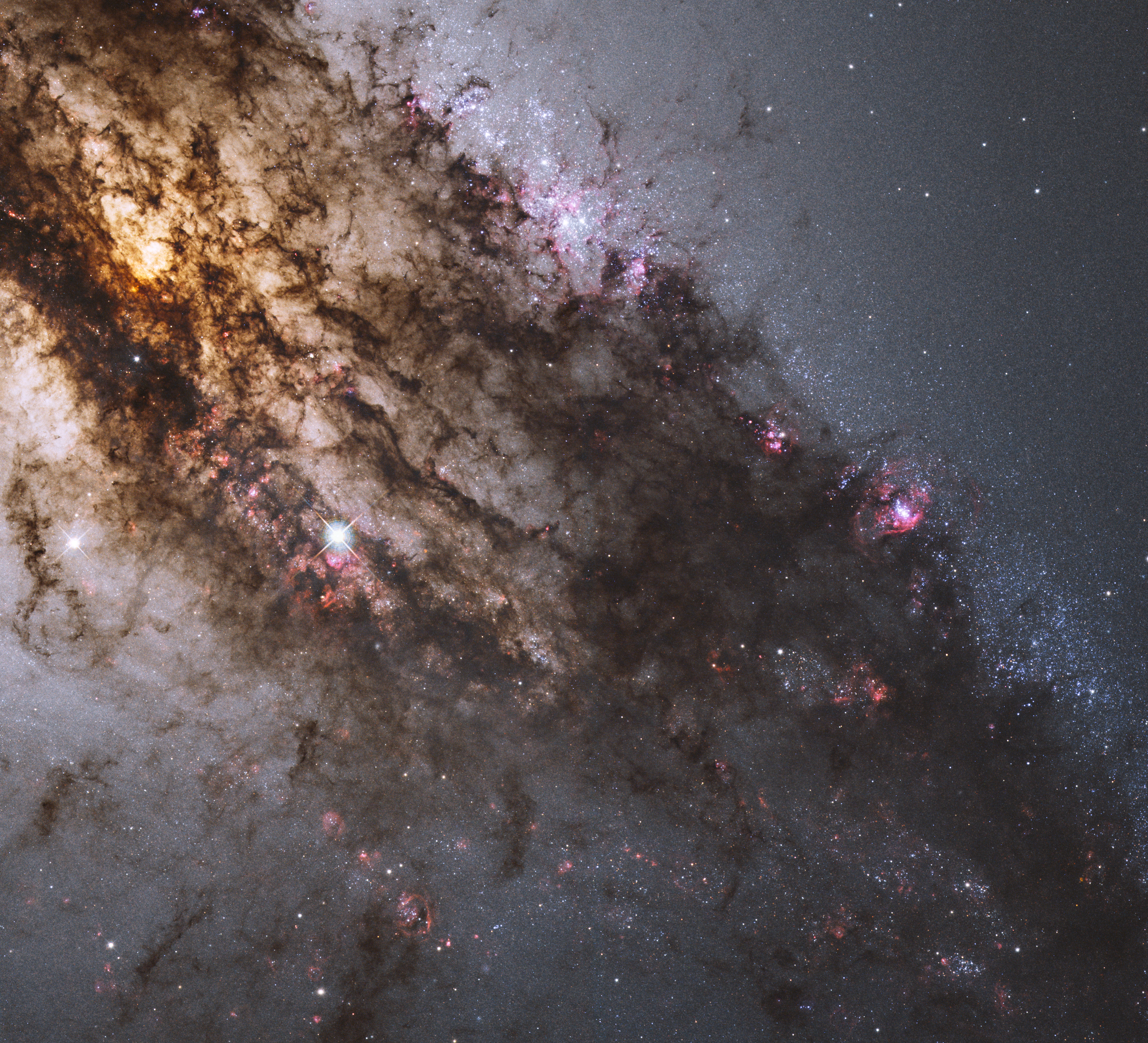
Изображение галактики Центавр А в видимом диапазоне.
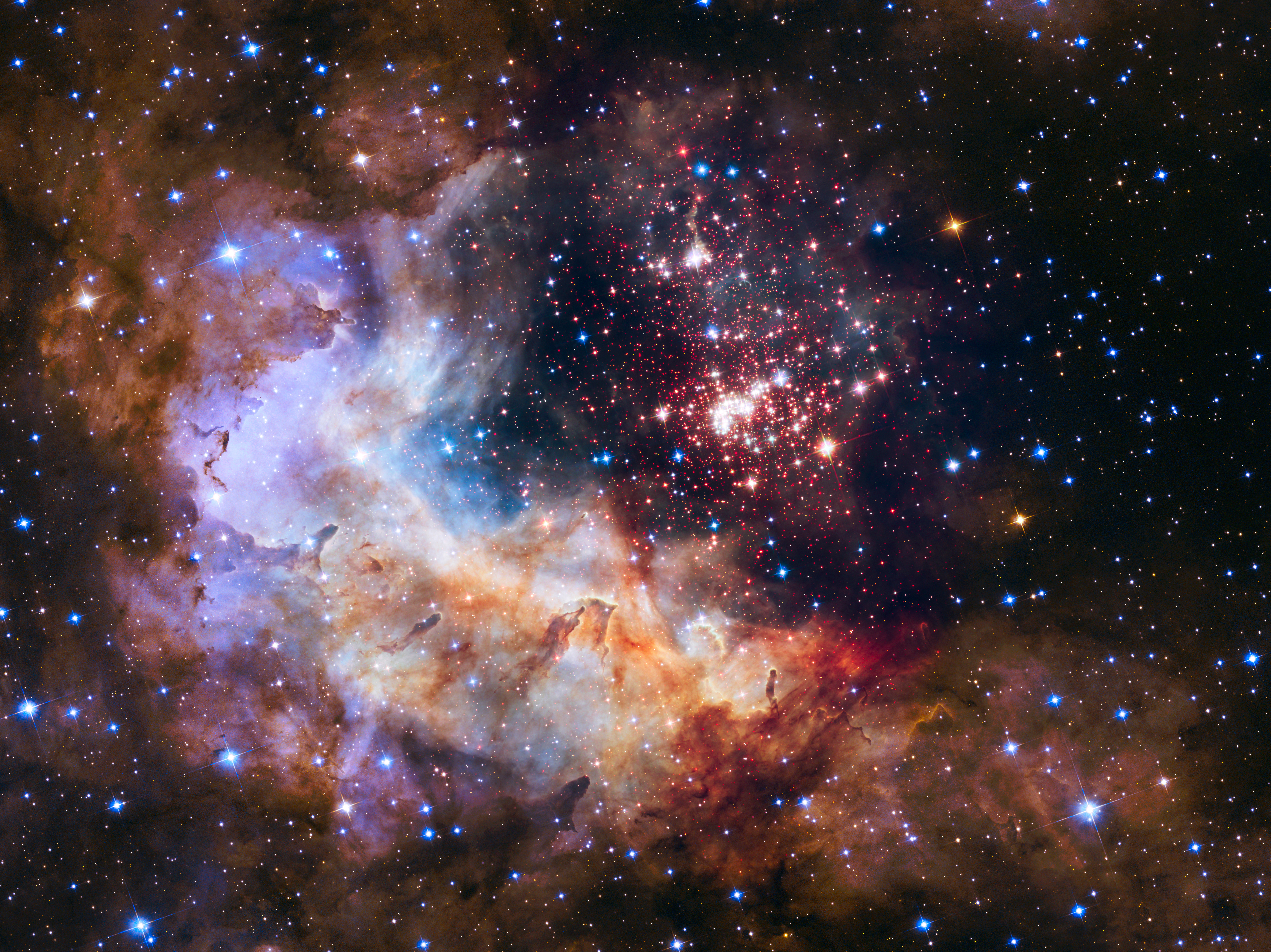
Звёздное скопление Вестерлунд 2 в галактике Млечный Путь, возраст которого оценивается примерно в один-два миллиона лет.
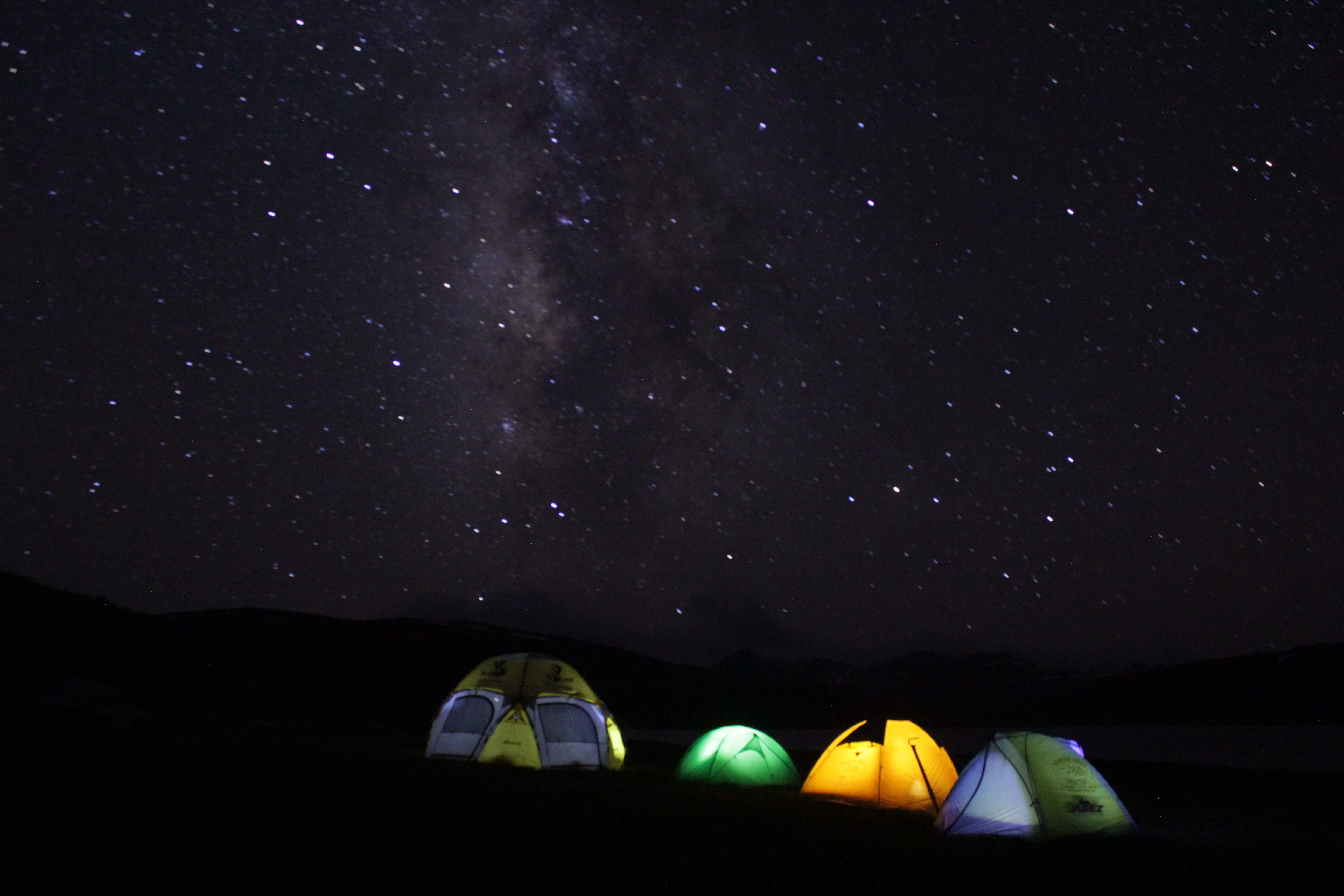
Национальный парк Деосай в Пакистане[к 1].
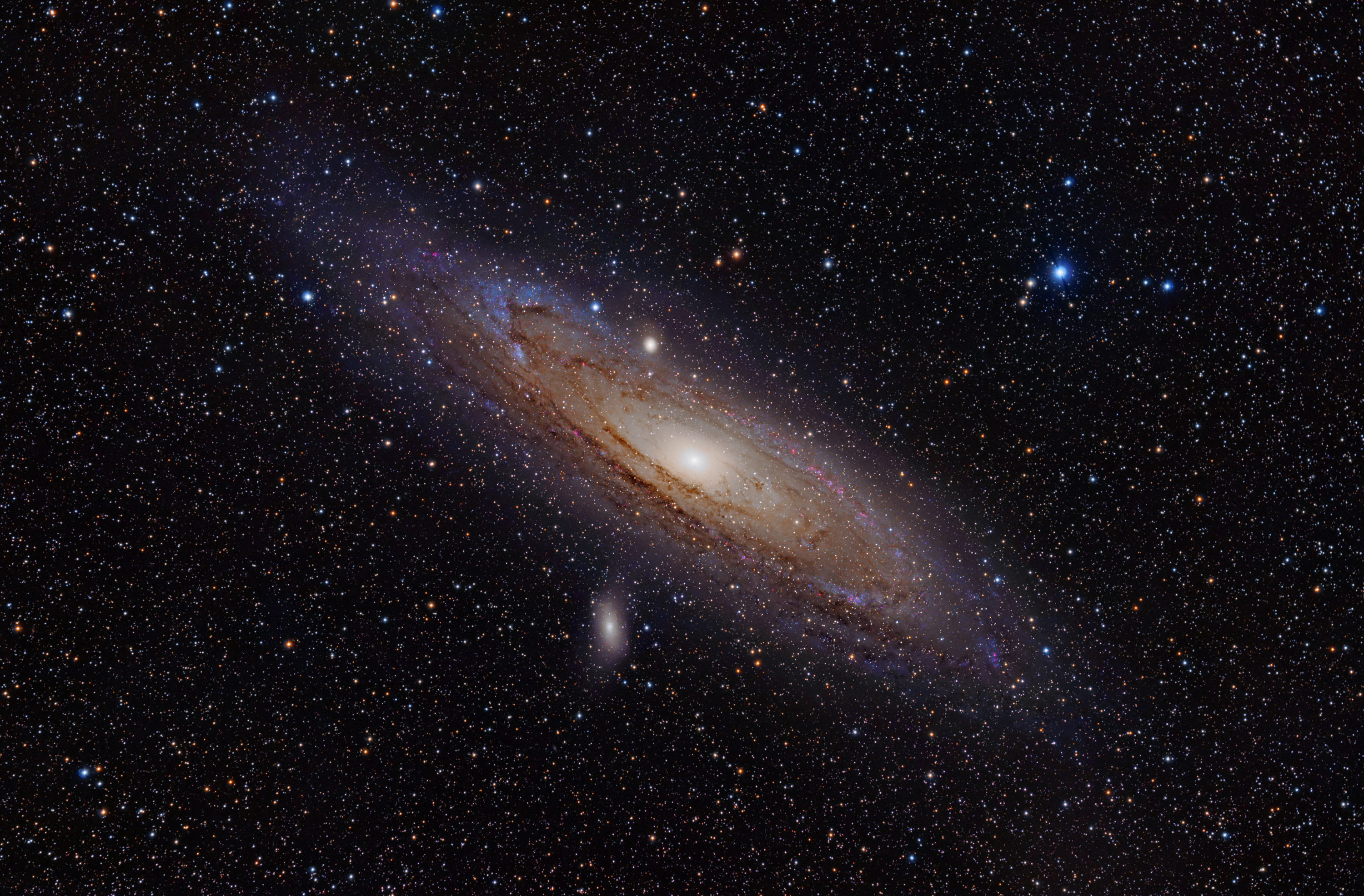
Галактика Андромеды.
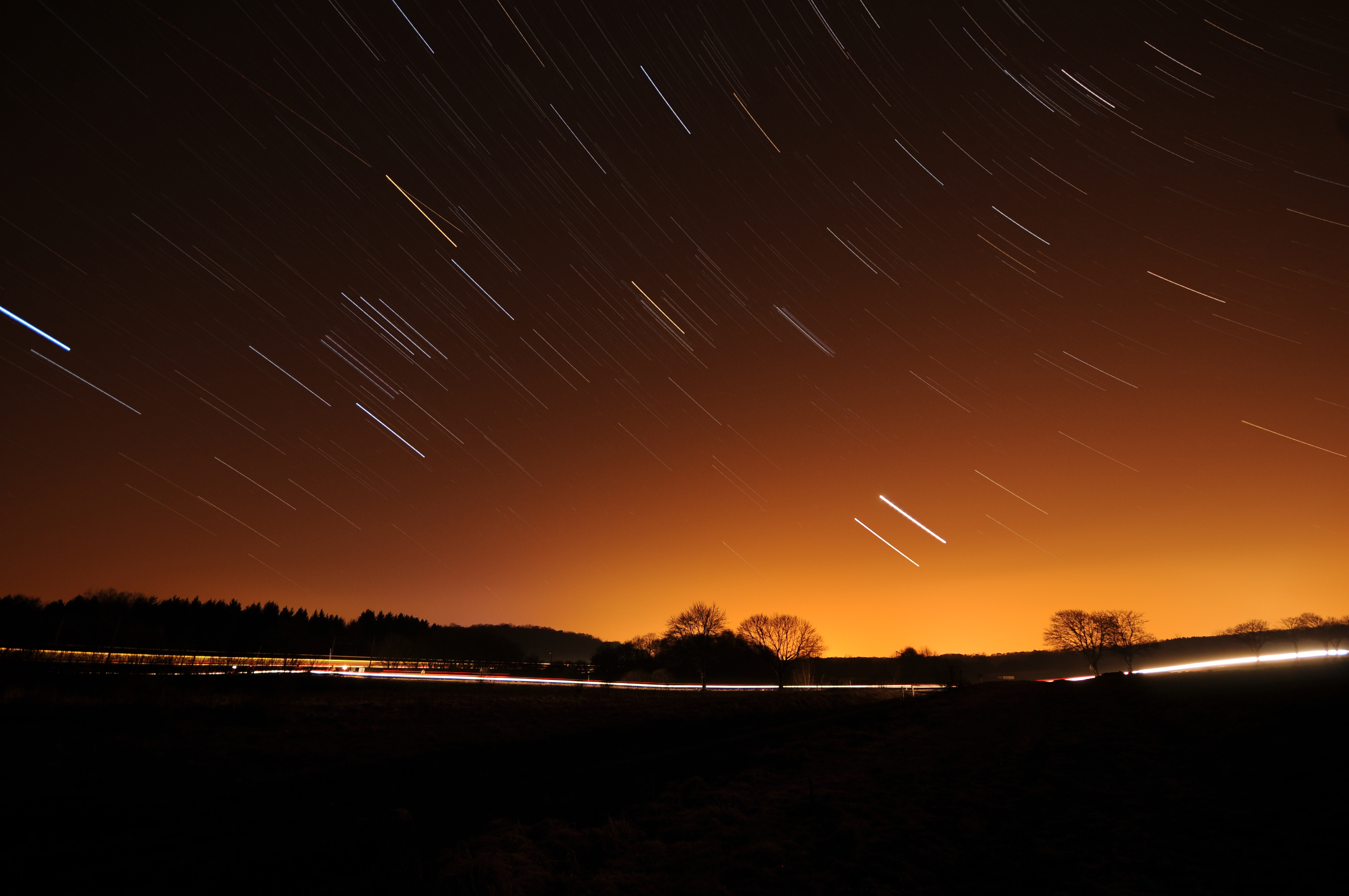
Звёздные следы[к 2], созданные из 14 фотографий (экспозиция 2 минуты).
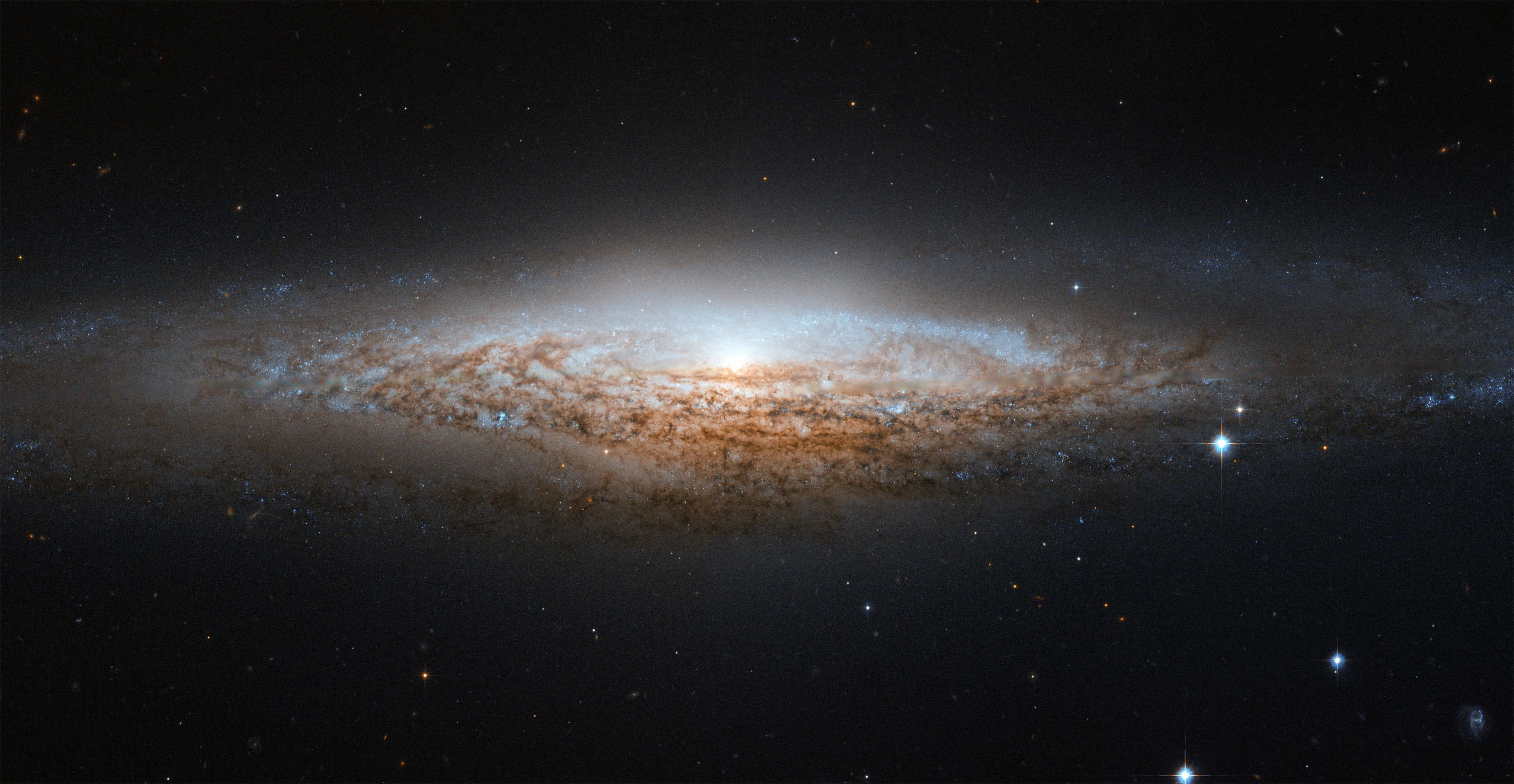
Галактика NGC 2683 из созвездия Рыси.
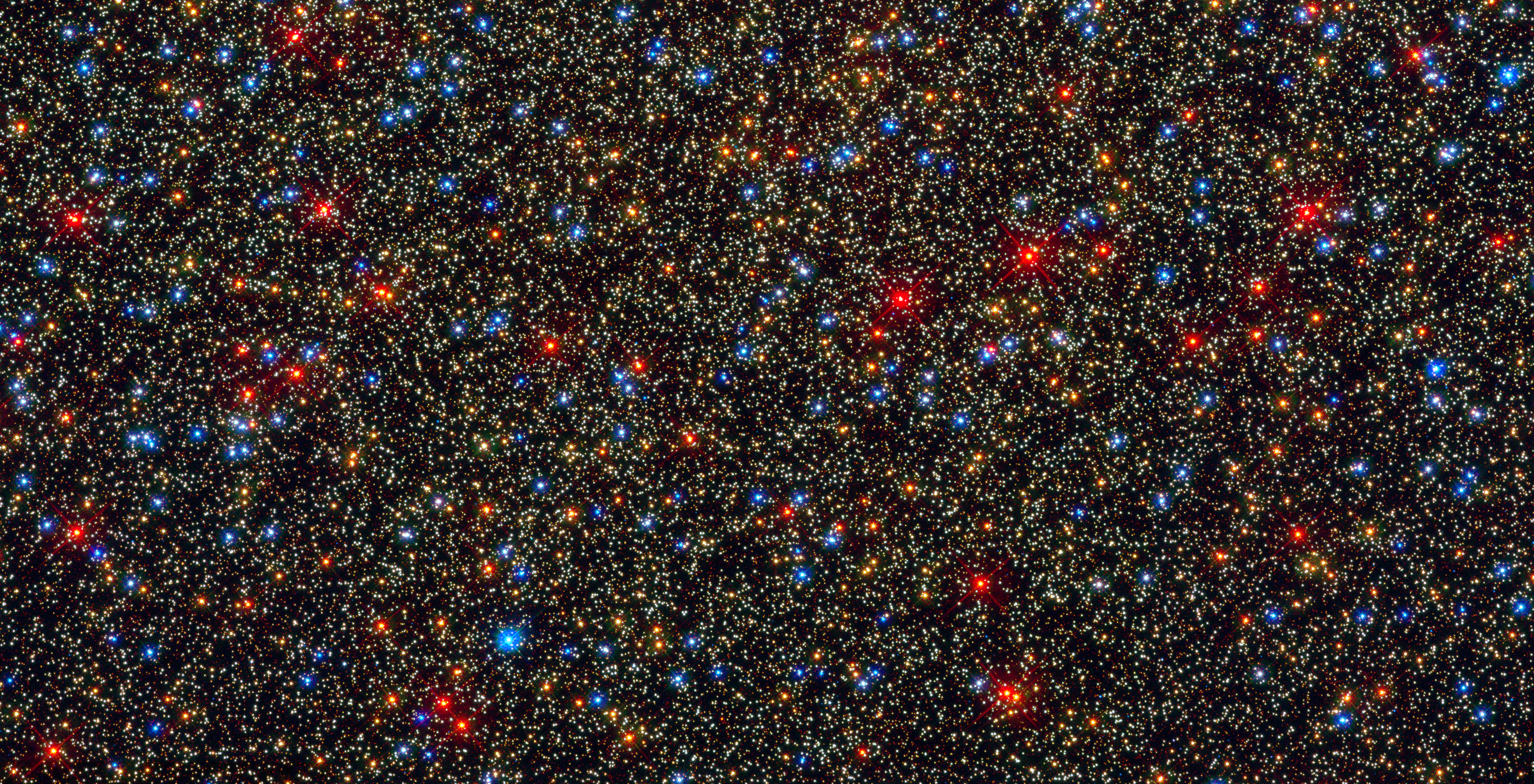
Шаровидное звёздное скопление Омега Центавра (NGC 5139), снятое космическим телескопом Хаббл.